# Čaroděj (Středozem)
Čarodějové (quenijsky Istari, tj. Moudří) ve fantasy příbězích ze Středozemě J. R. R. Tolkiena jsou skupinou pěti vyslanců z Nejzazšího Západu poslaných Valar, aby pomohli svobodným národům čelit Sauronovu stínu.
Byli to Maiar, odění do lidského těla.

## Členové řádu
Celkem bylo pět členů řádu Istari:
- Gandalf (Šedý, později Bílý), ve Valinoru měl jméno Olórin, z lidu Irmova
- Saruman (Bílý), Curunír, ve Valinoru Curumo, z Aulëho lidu,
- Radagast Hnědý, ve Valinoru Aiwendil, poslán se Sarumanem na přání Yavanny,
- Alatar, první z Modrých čarodějů (Ithryn Luin), z Oromëho lidu,
- Pallando, druhý z Modrých čarodějů, z Oromëho lidu, přítel Alatara.

### Gandalf
Gandalf Šedý (později Bílý, ve Valinoru zvaný Olórin a elfy nazýván Mithrandir) byl podle valinorského postavení druhý nejvyšší člen řádu Istari. Patřil do domu Irmova, učil se u Nienny a jako třetího vyslance si jej vyžádal sám Manwë. Varda však už tehdy nesouhlasila s tím, aby byl považován za třetího.
Do Středozemě přijel jako poslední, zhruba když byly zpozorovány první známky povstávajícího stínu, opětné objevení a šíření se zlých tvorů. Círdan v něm rozpoznal nejmoudřejšího z řádu a předal mu Naryu, Prsten ohně, s mocí povzbuzovat ostatní k boji proti zlému a probouzet víru v naději. Gandalf cestoval po Středozemi, ale nezajímala ho příliš centra moci stojící proti Sauronovi vyjma časů jejich slabosti. Spíše se přátelil s elfy a dalšími dobrými bytostmi, jejichž přirozenou hodnotu vnímal. Zkoumal jejich srdce a povzbuzoval je k odvážným činům. Byl ostražitý vůči známkám probouzení Nepřítele. Seznámil se s hobity a nakonec objevil Jeden prsten. Vedl Společenstvo prstenu a ve chvíli nebezpečí se pro dobro ostatních obětoval, postavil se proti Balrogovi v Morii a poté, co jej zahubil, zemřel také.
Byl však znovu vzkříšen a posílen, aby dokončil své poslání. Stal se Gandalfem Bílým a vzhledem ke zradě a pádu Sarumana hlavou řádu Istari. Velel armádám Západu ve Válce o Prsten a především jeho strategií a zásluhou se nakonec podařilo Saurona porazit. Pak odplul za Moře.

### Saruman
Saruman Bílý (jméno pochází od Seveřanů s významem „dovedný muž“, Curunír 'Lân v sindarštině, Curumo v quenijštině) byl hlavou řádu Istari, prvním z vyslanců, z Aulëho lidu. Mezi jeho přednosti patřily dovedné ruce, schopnost odhalovat tajemství a jeho přesvědčivý hlas. Nejprve cestoval po Východě a pak se usadil v Orthanku v kruhu Železného pasu. Nejvíce studoval Sauronovy praktiky a proto se stal předsedou Bílé rady.
Saruman se stal pyšným a netrpělivým, miloval moc a snažil se Saurona odstranit silou a vychytralostí, bez ohledu na ty, v jejichž prospěch měl konat, a padl do jeho pasti. S žárlivostí pohlížel na Gandalfa, až tyto jeho pocity vyústily v utajenou a pak i zjevnou zlovůli. Nakonec sám pěstoval skřety a zaútočil na svého souseda, Rohan. Po porážce jej Gandalf sesadil, zlomil mu hůl. Saruman odmítl nabízené druhé šance a nakonec zcela pokořen zahynul rukou Červivce, potlačovaného otroka. Jeho duch odešel ze Středozemě a již se do ní nevrátil.Saruman, jakožto Maia, ve skutečnosti nezemřel, ale jeho nahý duch se nyní bez jakékoliv moci potácí po Středozemi.

### Radagast
Radagast (jméno je ve starém númenorejském jazyce a znamená „pečovatel o zvířata“, ve Valinoru jej zvali Aiwendil) nepatřil mezi tři původně vybrané vyslance, byl až čtvrtý. Radagast měl mnohem menší moc a moudrost než Gandalf. Sarumanovi jej „vnutila“ Yavanna, která ho prosila, aby jej vzal s sebou. Velmi jí záleželo na tom, aby mezi Istari patřil někdo se zvláštní láskou vůči věcem, které stvořila. Tato informace pocházející z Nedokončených příběhů je poněkud v rozporu s tím, že v Silmarillionu se říká, že Saruman byl první a Radagast přišel až po něm.
Radagast se usadil v Rhosgobelu na okraji Temného hvozdu. V příběhu hrál jen drobnou úlohu, když jej Saruman využil k tomu, aby Gandalfa vlákal do pasti. Jinak jím opovrhoval. Radagast ale, i když byl manipulován, jednal v dobré víře, splnil Gandalfovo přání a poslal do Orthanku posla, díky čemuž byl Gandalf vysvobozen. Celkově Radagast selhal, zanedbal hlavní poslání, opustil elfy i lidi a trávil svůj čas s divokými zvířaty. Někteří ovšem říkají, že právě to byl úkol, který mu uložila Yavanna. 

### Modří čarodějové
V knize Pán prstenů vystupují tři čarodějové, Gandalf, Saruman a Radagast. První narážka na další dva zde zazněla z úst Sarumana, který se v hněvu zmínil o prutech Pěti čarodějů. Počet pěti je potvrzen i v dodatcích v Návratu krále, není zde ale řečeno nic bližšího. V roce 1956 Tolkien v dopise uvedl, že jména a příběhy zbylých čarodějů neexistují ani v jeho poznámkách. V dalším dopise z roku 1958 Tolkien opakuje, že o příběhu těch dvou nic neví, a obává se, že selhali, byť jiným způsobem než Saruman a stali se zakladateli tajných kultů a 'čarodějných' tradic, které přežily Sauronův pád.
Podrobnější informace lze najít v knize Nedokončené příběhy, kde je v eseji o Istari zmíněno, že tito čarodějové na Západě (ve Středozemi) neměli jména, protože odešli s Curunírem na východ, odkud se nevrátili. Říkalo se jim jen Ithyn Luin, „Modří čarodějové“. V této knize je představen i další zajímavý materiál se stručným popisem rady Valar, na níž byli vybráni jednotliví vyslanci. Původní rozhodnutí bylo poslat tři vyslance. Alatar, první z Modrých čarodějů, předstoupil na radě jako druhý z vyslanců (po Curumovi), poslal ho Oromë. Později si nad rámec původního počtu tří vzal Alatar svého přítele Pallanda. J. R. R. Tolkien ho přiřadil též k Oromëmu, i když původně přemýšlel i o jeho zařazení k Mandosovi a Nienně. Christopher Tolkien spatřuje důvod této volby v tom, že Oromë ze všech Valar nejlépe znal vzdálené končiny Středozemě. Jméno Pallando podle Christophera Tolkiena patrně vychází ze slova palan („z dálky“), nacházející se například ve slově palantír.
Další odlišnou verzi publikoval Christopher Tolkien v knize The Peoples of Middle-Earth na základě poznámek svého otce, které dříve nebyl schopen interpretovat. Příjezd Modrých čarodějů v ní je na rozdíl od předchozích kladen už do Druhého věku, do času, kdy přijel i elf Glorfindel. Jsou jmenováni Morinehtar a Rómestámo, v angličtině Darkness-slayer a East-helper (což lze přeložit jako „Zabíječ temnoty“ a „Pomocník východu“). Jejich úkolem bylo zaskočit Saurona tím, že budou pomáhat lidem, kteří odmítají uctívání Melkora, podporovat vzpoury, rozbroje a zmatky na dalekém Východě. Po Sauronově prvním pádu hledali místo, kde se skryl (ale v tom selhali). Měli silný vliv na historii Druhého a Třetího věku, bránili Sauronovi přečíslit Západ.